# Sea of Thieves
Sea of Thieves – komputerowa gra akcji stworzona przez Rare. Została wydana 20 marca 2018 roku na systemy Windows i Xbox One. Gra korzysta z silnika Unreal Engine 4.

## Rozgrywka
W Sea of Thieves gracz steruje piratem z perspektywy pierwszej osoby. Postać może poruszać się pieszo bądź statkiem. Pływanie ma cechy prawdziwej żeglugi, m.in. przed wyruszeniem należy podnieść kotwicę, a rozwinięty żagiel z wiatrem przyspiesza rejs. Podczas gry można spotkać inne osoby. Mogą one współpracować albo walczyć ze sobą. Uszkodzony statek należy naprawić i opróżnić z wody, w innym wypadku zatonie. Gracz może zdobywać mapy z opisaną lokacją zakopanej skrzyni ze skarbem.

## Odbiór
Redaktor z Gry-Online wystawił ocenę 6/10. Negatywnie ocenił małą zawartość gry w dniu premiery w tym tylko dwa rodzaje statków, wysoką cenę w stosunku do jakości i powtarzalność rozgrywki. Pochwalił jednak oprawę graficzną, a w szczególności wodę i system żeglugi.